# منطقه حفاظت‌شده امروله و دالاخانی
منطقهٔ حفاظت‌شدهٔ امروله و دالاخانی یک منطقهٔ حفاظت‌شده با مساحت ۲۴۰۳۱ هکتار است که در استان کرمانشاه در ایران قرار دارد. این منطقهٔ حفاظت‌شده طبق مصوبهٔ شمارهٔ ۷۹۸ در تاریخ ۹۹/۱۱/۰۶ در فهرست مناطق تحت حفاظت سازمان محیط زیست ایران قرار گرفت.